# DuPont (Washington)
DuPont es una ciudad ubicada en el condado de Pierce en el estado estadounidense de Washington. En el año 2000 tenía una población de 7.318 habitantes y una densidad poblacional de 166,3 personas por km².

## Geografía
DuPont se encuentra ubicada en las coordenadas 47°5′57″N 122°38′15″O / 47.09917, -122.63750.

## Demografía
Según la Oficina del Censo en 2000 los ingresos medios por hogar en la localidad eran de $52.969, y los ingresos medios por familia eran $57.202. Los hombres tenían unos ingresos medios de $42.946 frente a los $36.741 para las mujeres. La renta per cápita para la localidad era de $22.742. Alrededor del 4,6% de la población estaban por debajo del umbral de pobreza.